# Leena Yadav
Pour les articles homonymes, voir Yadav (homonymie).
Leena Yadav (née le 6 janvier 1971) est une cinéaste indienne, à la fois scénariste, réalisatrice, monteuse, et productrice.
Son premier film international La Saison des femmes (Parched) est notamment récompensé au Festival international du film de Toronto,.

## Formation et vie privée
Née le 6 janvier 1971 dans le Madhya Pradesh, fille d'un général, elle est diplômée du Lady Shri Ram College for Women (en) de Delhi. Elle est formée à la communication-presse au Sophia College (en) à Mumbai,,.
Elle est mariée à Aseem Bajaj, cinéaste indien connu pour la poésie de ses images dans des films tels que Hazaron Khwahishen Aisi, Shabd, Teen Patti, U, Me Aur Hum et Chameli.

## Filmographie
Leena Yadav aborde le cinéma par le montage lors de ses études en communication presse, puis sur des films publicitaires et des émissions telles que This Week That Year. Elle monte ensuite sa maison de production avec Nikhil Kapoor pour produire et diriger des émissions pour Star Bestsellers,,,. Pour la télévision elle réalise des émissions et des fictions pendant près de 12 ans pour Star Bestsellers (en), notamment Say Na Something to Anupam Uncle et Sanjeevani.
En tant que réalisatrice elle débute en 2005 avec Shabd puis Teen Patti. La Saison des femmes est son troisième film interprété par Tannishtha Chatterjee (en), Radhika Apte, Surveen Chawla (en) et Adil Hussain.

### Réalisatrice

#### Films
- 2005 - Shabd, avec Aishwarya Rai et Sanjay Dutt.
- 2010 - Teen Patti, avec Amitabh Bachchan, Ben Kingsley, Madhavan[1],[3].
- 2015 - La Saison des femmes

#### Mini-série
- 2021 - House of Secrets: The Burari Deaths, pour Netflix (documentaire)

#### Émissions de télévision
- This Week That Year – pour Star Movies.
- Say Na Something to Anupam Uncle.
- Sanjeevani.
- Goonj – pour Sony TV (en).
- Kahin Na Kahi Koi Ha, avec Madhuri Dixit.
- Temptation Island.
- Dead End.
- Khauf[1],[2],[5].

### Scénariste
- La Saison des femmes
- Teen Patti
- Shabd
- Dead End

### Monteuse
- Thank You for Now.
- Shabd.
- Dead End.

### Productrice
- Dead End
- La Saison des femmes (Parched).

### Musique
- Dead End[4].